# Copa do Presidente da Coreia do Sul de 1984
A Copa do Presidente da Coreia do Sul de 1984 foi a décima quarta edição deste torneio internacional amistoso de futebol realizado na Coreia do Sul.

## História
A edição contou com a participação de oito equipes. O campeão foi o Bangu, que embolsou um prêmio especial de 50 mil dólares.

## Participantes
Américas
- Bangu
- Alianza Lima
- Seleção da Guatemala

 Europa
- Bayer Leverkusen
- Cercle Brugge

 Ásia
- Hallelujah
- Seleção da Coreia do Sul
- Seleção da Tailândia

## Tabela

### Primeira fase

#### Grupo 1
| Time                     | Pts | J | V | E | D | GP | GC | SG |
| ------------------------ | --- | - | - | - | - | -- | -- | -- |
| Seleção da Coreia do Sul | 5   | 3 | 2 | 1 | 0 | 7  | 4  | 3  |
| Bayer Leverkusen         | 3   | 3 | 1 | 1 | 1 | 5  | 4  | 1  |
| Alianza Lima             | 3   | 3 | 0 | 3 | 0 | 3  | 3  | 0  |
| Seleção da Guatemala     | 1   | 3 | 0 | 1 | 2 | 2  | 0  | -2 |

| Data  | Time 1                   |               | Placar |           | Time 2               | Cidade  |
| ----- | ------------------------ | ------------- | ------ | --------- | -------------------- | ------- |
| 30/05 | Seleção da Coreia do Sul | Coreia do Sul | 3 x 2  | Alemanha  | Bayer Leverkusen     | Seul    |
| 30/05 | Alianza Lima             | Peru          | 0 x 0  | Guatemala | Seleção da Guatemala | Seul    |
| 01/06 | Bayer Leverkusen         | Alemanha      | 2 x 0  | Guatemala | Seleção da Guatemala | Gwangju |
| 01/06 | Seleção da Coreia do Sul | Coreia do Sul | 2 x 2  | Peru      | Alianza Lima         | Gwangju |
| 03/06 | Bayer Leverkusen         | Alemanha      | 1 x 1  | Peru      | Alianza Lima         | Busan   |
| 03/06 | Seleção da Coreia do Sul | Coreia do Sul | 2 x 0  | Guatemala | Seleção da Guatemala | Busan   |

#### Grupo 2
| Time                 | Pts | J | V | E | D | GP | GC | SG |
| -------------------- | --- | - | - | - | - | -- | -- | -- |
| Bangu                | 5   | 3 | 2 | 1 | 0 | 8  | 0  | 8  |
| Hallelujah           | 4   | 3 | 1 | 2 | 0 | 3  | 1  | 2  |
| Cercle Brugge        | 2   | 3 | 0 | 2 | 1 | 2  | 6  | -4 |
| Seleção da Tailândia | 1   | 3 | 0 | 1 | 2 | 1  | 7  | -6 |

| Data  | Time 1        |               | Placar |           | Time 2               | Cidade |
| ----- | ------------- | ------------- | ------ | --------- | -------------------- | ------ |
| 01/06 | Bangu         | Brasil        | 4 x 0  | Tailândia | Seleção da Tailândia | Seul   |
| 01/06 | Hallelujah    | Coreia do Sul | 1 x 1  | Bélgica   | Cercle Brugge        | Seul   |
| 02/06 | Cercle Brugge | Bélgica       | 1 x 1  | Tailândia | Seleção da Tailândia | Daegu  |
| 02/06 | Hallelujah    | Coreia do Sul | 0 x 0  | Brasil    | Bangu                | Daegu  |
| 04/06 | Bangu         | Brasil        | 4 x 0  | Bélgica   | Cercle Brugge        | Busan  |
| 04/06 | Hallelujah    | Coreia do Sul | 2 x 0  | Tailândia | Seleção da Tailândia | Busan  |

### Segunda Fase

#### Semifinais
| Data  | Time 1                   |               | Placar        |               | Time 2           | Cidade |
| ----- | ------------------------ | ------------- | ------------- | ------------- | ---------------- | ------ |
| 07/06 | Seleção da Coreia do Sul | Coreia do Sul | 1 x 2         | Coreia do Sul | Hallelujah       | Seul   |
| 07/06 | Bangu                    | Brasil        | 1 (4) x (2) 1 | Alemanha      | Bayer Leverkusen | Seul   |

#### Terceiro Lugar
| Data  | Time 1                   |               | Placar |          | Time 2           | Cidade |
| ----- | ------------------------ | ------------- | ------ | -------- | ---------------- | ------ |
| 09/06 | Seleção da Coreia do Sul | Coreia do Sul | 2 x 1  | Alemanha | Bayer Leverkusen | Seul   |

#### Final
| Data  | Time 1     |               | Placar |        | Time 2 | Cidade |
| ----- | ---------- | ------------- | ------ | ------ | ------ | ------ |
| 09/06 | Hallelujah | Coreia do Sul | 1 x 2  | Brasil | Bangu  | Seul   |

## Artilheiros do Bangu
| Nome              | Gols       |
| ----------------- | ---------- |
| Paulinho Criciúma | 5 gols     |
| Perivaldo         | 4 gols     |
| Marinho e Polozzi | 1 gol cada |

## Classificação Final
| Classificação Final | Classificação Final      | Classificação Final | Classificação Final | Classificação Final | Classificação Final | Classificação Final | Classificação Final | Classificação Final | Classificação Final | Classificação Final |
| Times               | Times                    | Pts                 | J                   | V                   | E                   | D                   | GP                  | GC                  | SG                  |                     |
| ------------------- | ------------------------ | ------------------- | ------------------- | ------------------- | ------------------- | ------------------- | ------------------- | ------------------- | ------------------- | ------------------- |
| 1                   | Bangu                    | 8                   | 5                   | 3                   | 2                   | 0                   | 11                  | 2                   | +9                  |                     |
| 2                   | Hallelujah               | 6                   | 5                   | 2                   | 2                   | 1                   | 6                   | 4                   | +2                  |                     |
| 3                   | Seleção da Coreia do Sul | 7                   | 5                   | 3                   | 1                   | 1                   | 10                  | 7                   | +3                  |                     |
| 4                   | Bayer Leverkusen         | 4                   | 5                   | 1                   | 2                   | 1                   | 7                   | 7                   | 0                   |                     |
| 5                   | Alianza Lima             | 3                   | 3                   | 0                   | 3                   | 0                   | 3                   | 3                   | 0                   |                     |
| 6                   | Cercle Brugge            | 3                   | 3                   | 0                   | 1                   | 2                   | 2                   | 6                   | -4                  |                     |
| 7                   | Seleção da Guatemala     | 1                   | 3                   | 0                   | 1                   | 2                   | 0                   | 4                   | -4                  |                     |
| 8                   | Seleção da Tailândia     | 1                   | 3                   | 0                   | 1                   | 2                   | 1                   | 7                   | -6                  |                     |

## Campeão
| Copa do Presidente da Coreia do Sul 1984 |
| ---------------------------------------- |
| BANGU Campeão (1° título)                |